# Паклени кејквок
Паклени кејквок (фр. Le Cake-Walk infernal) француски је неми хорор филм из 1903. године, редитеља Жоржа Мелијеса, који уједно тумачи и једну од главних улога. Објавила га је Мелијесова продуцентска кућа Star Film Company и налази се под редним бројем 453–457. у њеном каталогу.
Филм приказује људе и демоне у подземном свету, како играју кејквок, који је био веома популаран у то време. Од спацијалних ефеката у филму је коришћена пиротехника, ефекат капка, супституција спојева и вишеструка експозиција. Делови сета са снимања овог филма Мелијес је употребио у Пакленом котлу, који је објављен исте године.

## Радња
Дубоко у пространој пећини пакла, неколико плесача игра кејквок. Плес је постао толико популаран, да га сви играју, укључујући и Плутона, бога подземног света.

## Улоге
- Жорж Мелијес као Плутон